# Kloster Azlburg

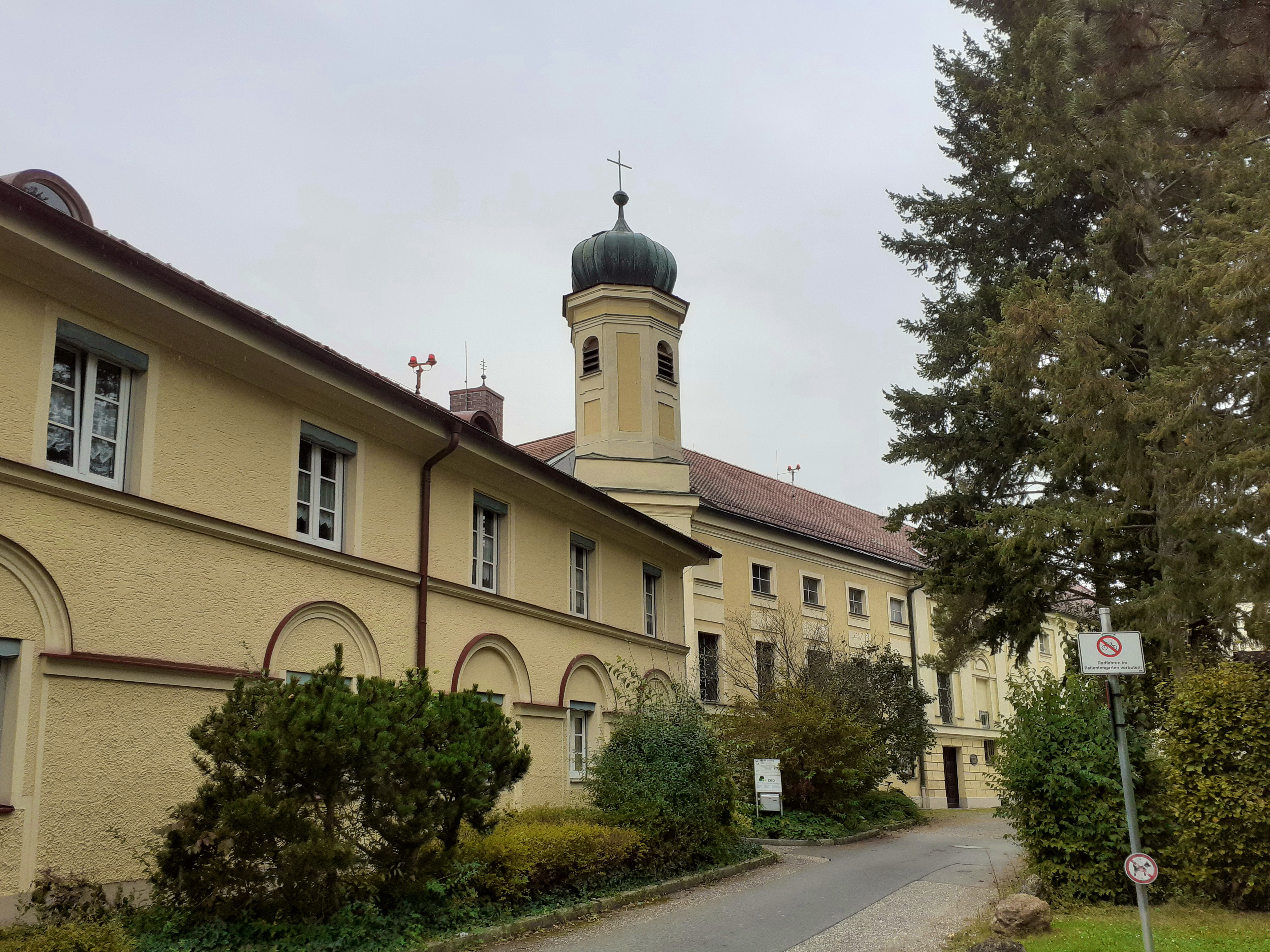
Kloster Azlburg

as Kloster Azlburg ist ein Kloster der Elisabethinen in der bayerischen Stadt Straubing in der Diözese Regensburg.

## Geschichte
Das St. Anna geweihte Kloster wurde 1748 durch das Elisabethinerinnenkloster Prag gegründet. Die Elisabethinen sind der Krankenpflege Bedürftiger verpflichtet und suchten einen Platz zur Errichtung eines Krankenhauses. Sowohl in München als auch in Straubing konnten sie jedoch zunächst, auch wegen schon vorhandener Krankenhäuser und Konkurrenzbefürchtungen der örtlichen Apotheker und Ärzte, kein geeignetes Grundstück oder Gebäude erwerben. Mit Unterstützung des Kurfürsten Karl Theodor konnte die sich bereits mehrere hundert Jahre in Besitz Straubinger Adelsfamilien befindliche und im Dreißigjährigen Krieg schwer beschädigte Azlburg für 8.000 Gulden von der Witwe Maria Anna Franziska von Suess erworben werden, im Jahre 1749 zogen die ersten fünf Ordensschwestern ein, kurze Zeit später wurden auch Novizinnen aufgenommen. 
Unter der Oberin Maria Clara Demlin (1733–1804) wurde im Jahre 1786 eine Sammlung für den Bau einer Kirche und eines Krankenhauses durchgeführt. Die vorhandenen Gebäudeteile wurden für den Bau einer vierflügeligen, frühklassizistischen Anlage durch den Münchener Hofbaumeister Andreas Baumgartner mitgenutzt, die Kirche im Jahre 1798 eingeweiht. Der Straubinger Mathias Obermayr führte die Stuckaturen in der Kirche aus, Franz Xaver Merz gestaltete die Wand- und Deckenmalereien zu biblischen Themen der Krankenpflege (Hl. Elisabeth, Heilung am Teich Bethesda). 

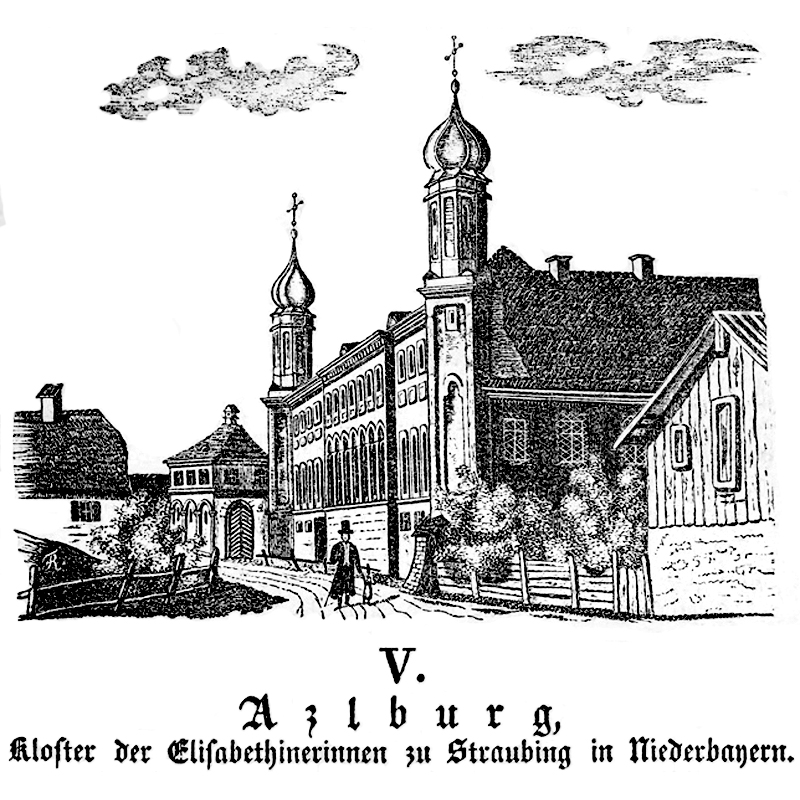
Das Kloster 1848

Es wurde 1807 im Zuge der Säkularisation in Bayern aufgehoben. Die Regierung übernahm die Verwaltung und plante, das Kloster zu veräußern, fand jedoch keinen Käufer. 1813 wurde die vollständige Auflösung des Klosters beschlossen. Das Vermögen des Klosters wurde aber nicht vom Staat eingezogen. Den Schwestern wurde gestattet, in weltlicher Kleidung weiterhin Krankenpflege zu betreiben. 1829 wurde das Kloster durch König Ludwig I. von Bayern wiedererrichtet.
Im Jahre 1906 wurde der Krankenhausbau neu errichtet und in den Jahren 1929, 1953 und 1964 erweitert.
Zu Beginn des Jahres 2006 ist der Eigentumsanteil der Elisabethinen und der Caritas an dem Krankenhaus St. Elisabeth an die Barmherzigen Brüder Bayrische Ordensprovinz KdöR übergegangen. Miteigentümer ist außerdem noch die Stadt Straubing.